# Fajsal ibn Abd al-Aziz Al Su’ud
Fajsal ibn Abd al-Aziz Al Su’ud (ur. 14 kwietnia 1906 w Rijadzie, zm. 25 marca 1975) – trzeci syn Abd al-Aziza ibn Su’uda, twórcy i pierwszego króla Arabii Saudyjskiej, król Arabii Saudyjskiej w latach 1964–1975.

## Życiorys

### Wczesne lata
Jego matką była Tarfa bint Abd Allah ibn Abd al-Latif asz-Szajch, którą Ibn Su’ud poślubił po zdobyciu Rijadu w 1902 roku. Poprzez matkę, Fajsal był spokrewniony z Muhammadem ibn Abd al-Wahhabim, twórcą wahhabizmu.
Jako jeden z najstarszych synów Ibn Su’uda, Fajsal pełnił odpowiedzialne funkcje w czasie gdy terytoria Arabii Saudyjskiej były jeszcze w fazie scalania – w 1925 roku odniósł znaczące zwycięstwo w Al-Hidżaz, a rok później po tym, jak w stolicy Al-Hidżaz, Mekce, jego ojciec ogłosił się królem tego regionu, Fajsala, w uznaniu zasług, mianował jego gubernatorem. Po ustanowieniu Arabii Saudyjskiej w 1932 roku został ministrem spraw zagranicznych.
Po podziale Palestyny na mocy decyzji ONZ i ustanowieniu Państwa Izrael Fajsal namawiał swego ojca, aby zerwał w odpowiedzi wszelkie stosunki z USA, ale jego rada nie została wysłuchana.

### Objęcie władzy
Po tym, jak jego starszy przyrodni brat Su’ud (który władał krajem po śmierci ojca w 1953 roku), doprowadził Arabię Saudyjską na skraj bankructwa, w marcu 1964 roku Fajsal objął urząd regenta, a 2 listopada tego samego roku, po abdykacji Su’uda, Fajsal objął tron, którego zrzekł się jego brat, Muhammad.
Pod rządami Fajsala zwiększono wydobycie ropy naftowej, co wraz ze wzrostem cen światowych zaowocowało tym, że Arabia Saudyjska stała się potęgą ekonomiczną. To pozwoliło na wprowadzenie reform, wskutek których m.in. założono szkoły dla dziewcząt i rozpowszechniono telewizję. W kraju, w którym wahhabizm jest religią państwową, takie posunięcia musiały spotkać się z negatywną reakcją dużej części ludności, lecz Fajsalowi udawało się godzić parcie ku nowoczesności z konserwatyzmem religijnym. Jego rządy były także okresem zwiększonego nacisku na wykształcenie się politycznej tożsamości islamskiej, po części na skutek zwiększonych wpływów socjalizmu i doktryn panarabskich, popularnych w Egipcie, Syrii i Iraku. Znany ze swego antysemityzmu Fajsal był niepocieszony, gdy Izrael wygrał wojnę sześciodniową w 1967 roku, i ponoć nigdy już więcej się nie uśmiechnął, mimo iż w rezultacie tego konfliktu wzrosła pozycja Arabii Saudyjskiej wśród państw arabskich. Był też wyznawcą sfabrykowanej teorii spiskowej wyłożonej w Protokołach Mędrców Syjonu i finansował rozpowszechnianie tego dokumentu zarówno w swoim królestwie, jak i w krajach arabskich. Jedną z kopii podarował nawet Henry’emu Kissingerowi (Żydowi z pochodzenia) podczas wizyty państwowej w 1974 roku.
W 1973 roku Fajsal rozpoczął program mający na celu wzmocnienie potęgi militarnej Arabii Saudyjskiej. 17 października wycofał saudyjską ropę z rynków światowych, powodując czterokrotny wzrost cen ropy. Była to najważniejsza przyczyna światowego kryzysu paliwowego. W 1974 roku Fajsal został wybrany Człowiekiem Roku magazynu „Time”.
Na jego cześć miasto Lyallpur w Pakistanie zostało w roku 1979 przemianowane na Fajsalabad („Miasto Fajsala”). Meczet Fajsala w Islamabadzie także nosi jego imię. Główna ulica  w Karaczi została nazwana Shahrah-e-Faisal; osiedle mieszkalne w pobliżu lotniska w Karaczi nazwano Kolonią Szacha Fajsala.
Piosenka zespołu Grateful Dead Blues for Allah jest także poświęcona pamięci króla Fajsala, który był fanem tej grupy.

### Śmierć
25 marca 1975 Fajsal został zastrzelony przez swojego bratanka, Fajsala ibn Musa’ida, prawdopodobnie chcącego pomścić swojego starszego brata Chalida, który zginął w 1965 roku w starciu z siłami porządkowymi. Książę Musa’id towarzyszył delegacji kuwejckiej, a gdy król Fajsal pochylił się w geście przywitania, Musa’id wyciągnął pistolet i strzelił mu trzy razy prosto w twarz. Księcia ujęto zaraz po zamachu i oficjalnie uznano za niepoczytalnego. Później uznano go za winnego królobójstwa i ścięto go publicznie w Rijadzie w czerwcu 1975 roku. Następcą Fajsala był jego brat przyrodni Chalid.

## Potomstwo
Synom Fajsala powierzano ważne funkcje w państwie, które sprawowali także po jego śmierci. Książę Chalid został gubernatorem prowincji Asir w południowo-zachodniej części kraju. Inny syn, Turki ibn Fajsal Al Su’ud, służył jako szef wywiadu saudyjskiego oraz na placówkach dyplomatycznych. Su’ud ibn Fajsal Al Su’ud został ministrem spraw zagranicznych. Wnuk Fajsala, Amr ibn Muhammad al-Fajsal jest dziennikarzem.